# 格拉德巴赫
格拉德巴赫是德国莱茵兰-普法尔茨州的一个市镇。总面积3.60平方公里，总人口325人，其中男性157人，女性168人（2011年12月31日），人口密度90人/平方公里。